# Fabinho (labdarúgó, 1993)
Fabinho teljes nevén Fábio Henrique Tavares (Campinas, 1993. október 23. –) brazil válogatott labdarúgó, az el-Áttihád játékosa.

## Pályafutása

### Fluminense
A Campiansban született Fabinho a brazil Fluminense csapatánál kezdte meg a pályafutását. 2012. május 20-án a Corinthians ellen benne volt a keretben, de játéklehetőséget nem kapott, mivel csak tartalékembernek számított. Végül 1–0-s győzelmet könyvelhettek el.

### Rio Ave és a Real Madrid
2012. június 8-án hatéves szerződést írt alá a portugál élvonalban szereplő Rio Ave csapatához. Egy hónap után, július 19-én csatlakozott a Real Madrid Castilla gárdájához egy kölcsönszerződés keretein belül. Augusztus 19-én volt az első mérkőzése a spanyol másodosztályban, végigjátszotta a Villarreal elleni 2–1-re elvesztett találkozót. 2013. április 28-án megszerezte első gólját a hosszabbításban a CD Numancia ellen, és ezzel döntetlenre mentette a bajnokit (3–3).
2013. május 8-án felkerült a Real Madrid első csapatába, ahol 14 perc játéklehetőséget kapott Fábio Coentrão cseréjeként és Ángel Di Maríának gólpasszt adott a Santiago Bernabéu stadionban, a Málaga ellen 6–2-re megnyert La Liga mérkőzésen.

### AS Monaco
2013. július 19-én kölcsönbe került az AS Monaco együtteséhez. Augusztus 10-én mutatkozott be a Stade Chaban-Delmas-ban a Monaco 2013–14-es újoncévében a Ligue 1-ben. A teljes Bordeaux elleni találkozót lejátszotta, amin végül 2–0-ra nyertek. Az első gólját az 58. percben szerezte a Lens elleni 6–0-ra megnyert francia kupa negyeddöntőjében 2014. március 26-án.
Miután lejárt a kölcsönszerződése, 2014. július 2-án újra kölcsönbe aláírt a klubhoz. 2014. december 9-én gólt lőtt az orosz Zenyit St. Petyerburg elleni 2–0-ra megnyert Bajnokok Ligája C csoportjában, így a hercegségi klub csoport elsőként bejutott az egyenes kieséses szakaszba.
2015. május 19-én kétévnyi kölcsön után a Monaco megállapodott a Rio Avéval a brazil játékos végleges megvételéről és Fabinho négy évre, 2019 június 30-ig kötelezte el magát.
2016. március 30-án egy büntetőt értékesített, amelyet honfitársa, David Luiz szabálytalankodása után kapott. A Monaco így, végül 2–0-ra, 2014 májusa óta elsőként megverte a Paris Saint-Germaint a hazai pályájukon.
2017. február 21-én segített Radamel Falcaonak és Kylian Mbappénak gólt szerezni a Manchester City elleni 5–3-as vereségben, melyet a 2016–17-es Bajnokok Ligája nyolcaddöntő első mérkőzésen szereztek. Március 15-én a visszavágó 29. percben gólt lőtt, melyen 3–1-es győzelmet arattak (összesítésben 6–6), de a szabályok alapján idegenben lőtt több góljának köszönhetően a Monaco jutott tovább a negyeddöntőbe.

### Liverpool
A Premier League-ben szereplő Liverpool FC 2018. május 28-án bejelentette, hogy 39 millió font ellenében megvásárolta a középpályást hosszú időre, mely július 1-től lépett érvénybe.

#### 2018–19-es szezon
Első mérkőzése szeptember 18-án volt a Bajnokok Ligája csoportkörében, amikor a sérülést szerző Sadio Mané helyére állt be. A Paris Saint-Germain elleni találkozót 3–2-re nyerték hazai pályán, az Anfielden. Az angol bajnokságban október 20-án mutatkozott be a Huddersfield Town elleni 1–0-s győzelemmel zárt találkozón, ahol 21 percet töltött a pályán és Adam Lallana helyére cserélték be. Egy héttel később a Cardiff City elleni 4–1-es otthoni győzelem során Georginio Wijnaldum társa volt a középpályán és a meccs után dicséretet kapott a Sky Sportstól is. December 17-én a Manchester United elleni szuper rangadón, 3–1-re győzelmet arattak és "Carlsberg Man of the Match" címet is megkapta. 2018. december 26-án a Newcastle United elleni 4–0-s mérkőzésen megszerezte első gólját a "vörösök" mezében.
2019 januárjában ismét játéklehetőséget kapott a Wolverhampton Wanderers elleni FA-kupa találkozón. A mérkőzést követően a vezetőedző, Jürgen Klopp elismerően nyilatkozott a teljesítményéről.
2019. május 4-én ismét legyőzték a Newcastle Unitedet, ahol gólt lőtt és tevékenyen részt vállalt a 3–2-es sikerben. Június 1-jén mind a 90 percet végigjátszotta Tottenham Hotspur elleni a Bajnokok Ligája fináléban, ahol 2-0-ra legyőzték a bajnokságbeli ellenfelüket és ezzel Fabinho megszerezte első trófeáját a klub színeiben.

#### 2019–20-as szezon
Augusztus 14-én ismét végig a pályán volt a Chelsea elleni UEFA-szuperkupa meccsen, ahol 2–2-es döntetlen után a Liverpool büntetőkkel (5–4) legyőzte a "kékeket".
Október 27-én a rajongók dicséretét kiérdemelte a Tottenham elleni 2–1-es győzelem után. Az új szezonbeli első gólját a Manchester City elleni rangadón érte el, ahol 3–1-es győzelmet arattak és Fabinho már korán gólt szerzett és ezért a BBC Sport szavazásán a "mérkőzés emberének" választották.
November 27-én a Bajnokok Ligája, Napoli elleni döntőfontosságú csoportmérkőzésen 18. perc után megsérült és le kellett cserélni. Két nappal később a klub bejelentette, hogy sérülése miatt Fabinho 2019-ben már nem léphet pályára és legközelebb csak 2020-ban lesz ismét bevethető, ezért nem lehetett ott a 2019. december 21-én, a Flamengo ellen 1–0-ra győztesen megvívott FIFA-klubvilágbajnokság döntőjében sem.

### el-Áttihád
2023. július 31-én az el-Áttihád szerződtette.

### A válogatottban
2015-ben bekerült a brazil válogatott 23 tagú Copa América keretébe. Ugyanebben az évben, június 7-én debütált a nemzeti csapatban egy Mexikó elleni mérkőzés során, ahol 2–0-ra győzedelmeskedtek. Mivel a válogatottban Dani Alves játszott, ezért Fabinho nagyrészt csak a kispadon kapott szerepet a Copa Américán, ahol a Brazilok egészen a negyeddöntőig meneteltek.

## Statisztika

### Klubokban
2020. március 11-én frissítve
| Klub                              | Szezon           | Liga             | Liga  | Liga | Kupa  | Kupa | Ligakupa | Ligakupa | Nemzetközi | Nemzetközi | Egyéb | Egyéb | Összesen | Összesen |
| Klub                              | Szezon           | Bajnokság        | Mérk. | Gól  | Mérk. | Gól  | Mérk.    | Gól      | Mérk.      | Gól        | Mérk. | Gól   | Mérk.    | Gól      |
| --------------------------------- | ---------------- | ---------------- | ----- | ---- | ----- | ---- | -------- | -------- | ---------- | ---------- | ----- | ----- | -------- | -------- |
| Fluminense                        | 2012             | Série A          | 0     | 0    | —     | —    | —        | —        | 0          | 0          | 0     | 0     | 0        | 0        |
| Real Madrid Castilla (kölcsönben) | 2012–13          | Segunda División | 30    | 2    | —     | —    | —        | —        | —          | —          | —     | —     | 30       | 2        |
| Real Madrid (kölcsönben)          | 2012–13          | La Liga          | 1     | 0    | 0     | 0    | —        | —        | 0          | 0          | 0     | 0     | 1        | 0        |
| AS Monaco (kölcsönben)            | 2013–14          | Ligue 1          | 26    | 0    | 4     | 1    | 1        | 0        | —          | —          | —     | —     | 31       | 1        |
| AS Monaco (kölcsönben)            | 2014–15          | Ligue 1          | 36    | 1    | 4     | 0    | 3        | 0        | 10         | 1          | —     | —     | 53       | 2        |
| AS Monaco                         | 2015–16          | Ligue 1          | 34    | 6    | 3     | 2    | 1        | 0        | 9          | 0          | —     | —     | 47       | 8        |
| AS Monaco                         | 2016–17          | Ligue 1          | 37    | 9    | 4     | 0    | 1        | 0        | 14         | 3          | —     | —     | 56       | 12       |
| AS Monaco                         | 2017–18          | Ligue 1          | 34    | 7    | 2     | 1    | 4        | 0        | 5          | 0          | 1     | 0     | 46       | 8        |
| AS Monaco                         | Összesen         | Összesen         | 167   | 23   | 17    | 4    | 10       | 0        | 38         | 4          | 1     | 0     | 233      | 31       |
| Liverpool                         | 2018–19          | Premier League   | 28    | 1    | 1     | 0    | 1        | 0        | 11         | 0          | —     | —     | 41       | 1        |
| Liverpool                         | 2019–20          | Premier League   | 20    | 1    | 2     | 0    | 0        | 0        | 7          | 0          | 2     | 0     | 31       | 1        |
| Liverpool                         | Összesen         | Összesen         | 48    | 2    | 3     | 0    | 1        | 0        | 18         | 0          | 2     | 0     | 72       | 2        |
| Karrier összesen                  | Karrier összesen | Karrier összesen | 245   | 27   | 20    | 4    | 11       | 0        | 56         | 4          | 3     | 0     | 334      | 35       |

1. ↑  Magában foglalja a Francia kupa és az Angol kupa mérkőzéseket
2. ↑  Magában foglalja a Francia ligakupa és az Angol ligakupa mérkőzéseket
3. ↑  Magában foglalja a Bajnokok Ligája és az Európa-liga mérkőzéseket
4. ↑  Magában foglalja a Francia szuperkupa, az Angol szuperkupa és az UEFA-szuperkupa mérkőzéseket

### A válogatottban
2019. november 19-én frissítve
| Brazília | Brazília | Brazília |
| Év       | Mérkőzés | Gól      |
| -------- | -------- | -------- |
| 2015     | 3        | 0        |
| 2016     | 1        | 0        |
| 2018     | 3        | 0        |
| 2019     | 5        | 0        |
| Összesen | 12       | 0        |

## Sikerei, díjai

### Klub
- AS Monaco
  - Francia bajnok: 2016–17

- Liverpool
  - Angol bajnok: 2019–20
  - Angol kupa: 2021–22
  - Angol ligakupa: 2021–22
  - Angol szuperkupa: 2022
  - UEFA-bajnokok ligája: 2018–19
  - UEFA-szuperkupa: 2019
  - FIFA-klubvilágbajnokság: 2019

### Válogatott
- Brazília
  - Superclásico de las Américas: 2018